# Arthur Zagré
Arthur Zagré, né le 4 octobre 2001 à Neuilly-sur-Seine en France, est un footballeur français qui évolue au poste d'arrière gauche à l'Excelsior Rotterdam.

## Biographie

### Jeunesse et formation
Arthur Zagré commence à jouer au football à l'âge de 7 ans au SF Courbevoie. Il y fait notamment la connaissance de Loïc Mbe Soh. Ensemble ils rejoignent le centre de formation du Paris Saint-Germain à l'été 2013.
Rapidement, il s'impose comme l'un des grands espoirs du centre de formation parisien. Lors de la saison 2016-2017 il remporte le championnat National U17. L'année suivante, toujours avec l'équipe U17 dirigée par Laurent Huard, il remporte l'All Kass Cup au Qatar. Ses performances sont récompensées par un titre honorifique de Titi d'Or.

### Paris Saint-Germain
À pas encore tout à fait 17 ans, il est le plus jeune joueur appelé par le nouvel entraîneur Thomas Tuchel pour la pré-saison 2018-2019 en raison de l'absence des professionnels présents à la Coupe du monde 2018. Le 11 juillet, il participe à son premier match avec l'équipe A lors d'une rencontre amicale face à Sainte-Geneviève Sports. Il prend ensuite part à la tournée du club à Singapour dans le cadre de l'International Champions Cup et entre en jeu lors de plusieurs matchs.
Le 30 septembre 2018, Zagré signe son premier contrat professionnel en faveur du Paris Saint-Germain.
Au cours de la saison 2018-2019, Zagré s’entraîne régulièrement avec l'équipe professionnelle et évolue le weekend avec l'équipe réserve en National 2. Il apparaît pour la première fois sur la liste des remplaçant de l'équipe première de Ligue 1 le 30 avril 2019 face à Montpellier HSC. Il est de nouveau présent dans le groupe pour affronter l'OGC Nice et le SCO d'Angers mais il n'entre pas en jeu. Lors de la pré-saison suivante il est buteur et passeur décisif face au Dynamo Dresde. Grâce à de bonnes performances, il fait partie des 18 joueurs convoqués pour participer au Trophée des champions. Il joue son premier match en professionnel à 17 ans, le 25 août 2019 face au Toulouse FC, lors de la troisième journée de la saison 2019-2020 de Ligue 1. Il entre en jeu ce jour-là à la place de Kylian Mbappé et son équipe s'impose par quatre buts à zéro. Avec sa participation au championnat avec le PSG, Arthur Zagré obtient le titre de champion de France.
Le 29 août 2019, il est vendu à la surprise générale à l'AS Monaco. Paris conserve malgré tout une clause de rachat.

### AS Monaco
Le 30 août 2019, Arthur Zagré s'engage pour trois saisons avec l'AS Monaco.
Jugé encore tendre par Leonardo Jardim, il ne fait ses débuts avec le club du Rocher qu'au mois de décembre en entrant en jeu face à Lille en Coupe de la Ligue.

#### Prêt à Dijon
Le 6 octobre 2020, l'AS Monaco annonce son prêt d'un an avec option d'achat au Dijon FCO. 
Il n'est pas du tout utilisé lors de la première partie de saison, où il est soit cantonné au banc des remplaçants soit joue avec la réserve. Un départ est alors évoqué au mercato hivernal. Le joueur reste finalement à Dijon et fait sa première apparition en équipe première lors d'un match de Ligue 1 face à l'Olympique de Marseille le 4 avril 2021, en entrant en jeu à la place de Bersant Celina (défaite 2-0 de Dijon ce jour-là).

#### Prêt à Utrecht
Le 25 juin 2021, l'AS Monaco le prête pour deux saisons avec option d'achat au FC Utrecht. Il marque son premier but en professionnel lors d'une défaite contre le Vitesse Arnheim.

#### Excelsior Rotterdam
Le 31 janvier 2023, Arthur Zagré est prêté jusqu'à la fin de la saison à l'Excelsior Rotterdam.
Le 29 juin 2023, Zagré rejoint définitivement l'Excelsior Rotterdam. Il signe un contrat de trois ans, soit jusqu'en juin 2026.

### En sélection
Arthur Zagré compte 20 séléctions en équipe de France des moins de 19 anset moins 18 ans.

## Statistiques
| Saison                | Club                       | Championnat           | Championnat | Championnat | Coupe nationale | Coupe nationale | Coupe de la Ligue | Coupe de la Ligue | Supercoupe | Supercoupe | Compétition(s) continentale(s) | Compétition(s) continentale(s) | Compétition(s) continentale(s) | Total | Total |
| Saison                | Club                       | Division              | M.          | B.          | M.              | B.              | M.                | B.                | M.         | B.         | Comp.                          | M.                             | B.                             | M.    | B.    |
| 2019-2020             | Paris Saint-Germain        | Ligue 1               | 1           | 0           | -               | -               | -                 | -                 | -          | -          | -                              | -                              | -                              | 1     | 0     |
| Sous-total            | Sous-total                 | Sous-total            | 1           | 0           | -               | -               | -                 | -                 | -          | -          | -                              | -                              | -                              | 1     | 0     |
| 2019-2020             | AS Monaco                  | Ligue 1               | -           | -           | 2               | 0               | 1                 | 0                 | -          | -          | -                              | -                              | -                              | 3     | 0     |
| Sous-total            | Sous-total                 | Sous-total            | -           | -           | 2               | 0               | 1                 | 0                 | -          | -          | -                              | -                              | -                              | 3     | 0     |
| 2020-2021             | Dijon FCO (prêt)           | Ligue 1               | 3           | 0           | -               | -               | -                 | -                 | -          | -          | -                              | -                              | -                              | 3     | 0     |
| Sous-total            | Sous-total                 | Sous-total            | 3           | 0           | -               | -               | -                 | -                 | -          | -          | -                              | -                              | -                              | 3     | 0     |
| 2021-2022             | FC Utrecht (prêt)          | Eredivisie            | 8+1         | 1+0         | 2               | 0               | -                 | -                 | -          | -          | -                              | -                              | -                              | 11    | 1     |
| 2022-2023             | FC Utrecht (prêt)          | Eredivisie            | 2           | 0           | -               | -               | -                 | -                 | -          | -          | -                              | -                              | -                              | 2     | 0     |
| Sous-total            | Sous-total                 | Sous-total            | 11          | 1           | 2               | 0               | -                 | -                 | -          | -          | -                              | -                              | -                              | 13    | 1     |
| 2022-2023             | Excelsior Rotterdam (prêt) | Eredivisie            | 9           | 0           | -               | -               | -                 | -                 | -          | -          | -                              | -                              | -                              | 9     | 0     |
| 2023-2024             | Excelsior Rotterdam (prêt) | Eredivisie            | 21          | 1           | 2               | 0               | -                 | -                 | -          | -          | -                              | -                              | -                              | 23    | 1     |
| Sous-total            | Sous-total                 | Sous-total            | 30          | 1           | 2               | 0               | -                 | -                 | -          | -          | -                              | -                              | -                              | 32    | 1     |
| Total sur la carrière | Total sur la carrière      | Total sur la carrière | 45          | 2           | 6               | 0               | 1                 | 0                 | -          | -          | -                              | -                              | -                              | 52    | 2     |

## Palmarès

### En club
|  |  | Paris Saint-Germain - Ligue 1 (1) : - Champion : 2019-20. |

### Distinctions personnelles
- Élu Titi d’or 2018[22].